# Eudistoma carnosum
Eudistoma carnosum är en sjöpungsart som beskrevs av Kott 1990. Eudistoma carnosum ingår i släktet Eudistoma och familjen Polycitoridae. Inga underarter finns listade i Catalogue of Life.